# O melodie pentru Europa
O melodie pentru Europa (dal rumeno: Una canzone per l'Europa) è un festival musicale moldavo, adottato come metodo di selezione nazionale per l'Eurovision Song Contest a partire dal 2005.

## Storia
Allestito per la prima partecipazione della Moldavia all'Eurovision Song Contest, nel 2005, a Kiev, esso si è tenuto ininterrottamente proprio da quell'anno, fatta eccezione per il 2007. In quell'anno infatti l'emittente moldava TRM annunciò che non avrebbe preso parte all'Eurovision, ospitato dalla capitale finlandese di Helsinki, a causa del risultato ottenuto nel 2006. In seguito alle pressioni da parte del pubblico l'emittente partecipò comunque, ma il tempo non era sufficiente per allestire una selezione nazionale, pertanto la partecipante fu selezionata internamente (Natalia Barbu con Fight).

## Edizioni
| Anno | Vincitore                     | Titolo            | Posizione all'ESC   |
| ---- | ----------------------------- | ----------------- | ------------------- |
| 2005 | Zdob și Zdub                  | Boonika bate doba | 6º                  |
| 2006 | Arsenium & Natalia Gordienko  | Loca              | 20º                 |
| 2008 | Geta Burlacu                  | A Century of Love | SF 12º              |
| 2009 | Nelly Ciobanu                 | Hora din Moldova  | 14º                 |
| 2010 | SunStroke Project & Olia Tira | Run Away          | 22º                 |
| 2011 | Zdob și Zdub                  | So Lucky          | 12º                 |
| 2012 | Pasha Parfeny                 | Lǎutar            | 11º                 |
| 2013 | Aliona Moon                   | O mie             | 11º                 |
| 2014 | Cristina Scarlat              | Wild Soul         | SF 16º              |
| 2015 | Eduard Romanjuta              | I Want Your Love  | SF 11º              |
| 2016 | Lidia Isac                    | Falling Stars     | SF 17º              |
| 2017 | SunStroke Project             | Hey, Mamma!       | 3º                  |
| 2018 | DoReDos                       | My Lucky Day      | 10º                 |
| 2019 | Anna Odobescu                 | Stay              | SF 12º              |
| 2020 | Natalia Gordienko             | Prison            | Edizione cancellata |